# 酪氨酸激酶抑制劑

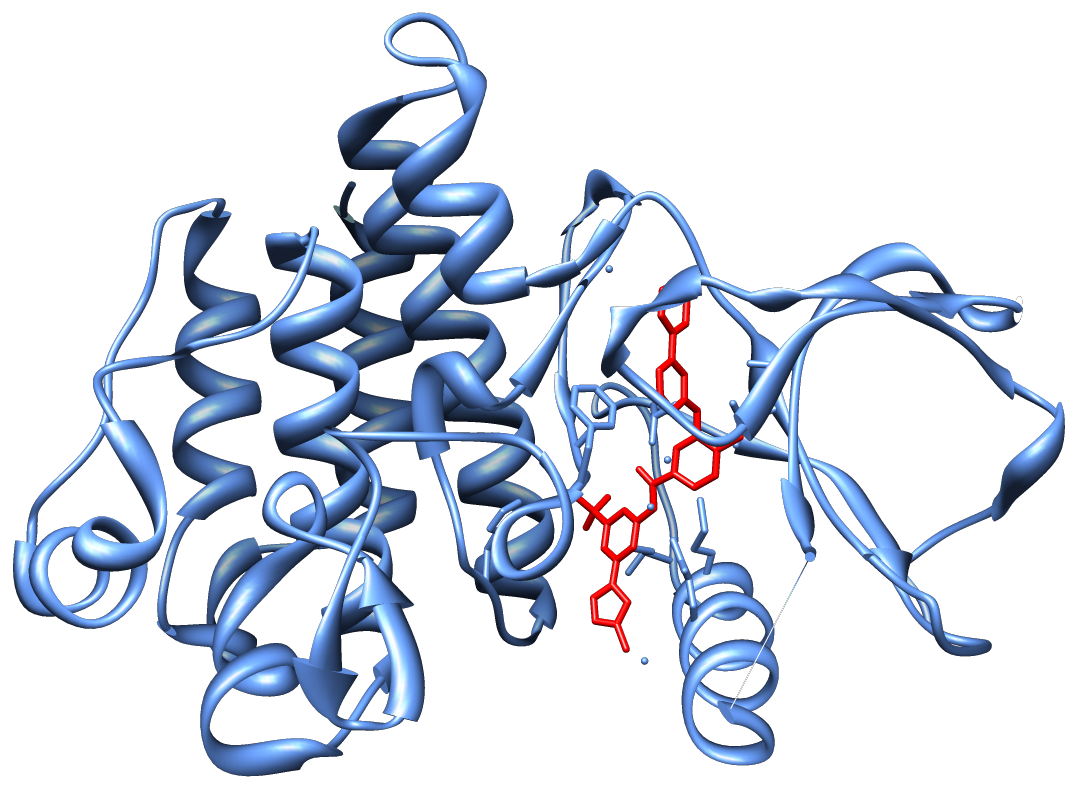
酪氨酸激酶抑制劑作用的晶體構造。圖示為第二代Bcr-Abl酪氨酸激酶抑制劑尼罗替尼（紅）作用在Abl激酶（藍）之上。尼罗替尼是用來治療慢性骨髓性白血病，一種血液科惡性疾病的藥物。

酪氨酸激酶抑制劑（Tyrosine kinase inhibitor，TKI）是能阻斷酪氨酸激酶的藥物。由於酪氨酸激酶在細胞內擔任許多訊號傳遞的開關，因此該酶的突變常常引起癌症；酪氨酸激酶抑制劑因此通常做為癌症藥物使用。
酪氨酸激酶抑制劑也被稱為「Tyrphostins」，也就是 「酪氨酸磷酸化抑制劑」（Tyrosine Phosphorylation Inhibitor）的縮寫，起源於一份1988年的論文。 該論文是第一篇描述抑制表皮生長因子受體（EGFR）之催化活性的文章。
該研究也是第一個透過系統性的搜尋而發現針對酪氨酸磷酸化的小分子抑制劑。該抑制劑不干擾其他磷酸化絲氨酸與蘇氨酸的蛋白激酶，也不影響其他具有類似功能的蛋白質，例如胰島素受器的磷酸化結構域。研究更發現儘管各種酪氨酸激酶的結構域都有高度的保留性（即高度相似），設計精良的藥物仍能分辨不同的蛋白質並予以抑制，例如EGFR和HER2。 

## 藥物發展
目前已經開發了許多酪胺酸激酶抑制劑，以作為抗腫瘤藥和白血球抑制劑。例如被用來治療慢性骨髓性白血病的伊马替尼（Imatinib）；稍晚有吉非替尼（Gefitinib）和厄洛替尼（Erlotinib），以EGFR作為目標蛋白。利用早期針對VEGF受器的研究所開發的舒尼替尼（Sunitinib）也被用於抑制FGF、PDGF、VEGF等蛋白。 近幾年開發一個非共價性的布魯頓酪胺酸激酶抑制劑 吡托布鲁替尼 (Pirtobrutinib)，可用來治療復發或難治型被套細胞瘤(MCL)，或是容易對一線布魯頓酪胺酸激酶抑制劑藥物產生抗藥性的疾病如：慢性淋巴白血病(CLL)。

## 藥物機轉
不同的酪氨酸激酶抑制劑有不同的作用方式。抑制劑能和三磷酸腺苷、受質等競爭，也可以透過異位調控引起激酶的構形改變；甚至能讓酪氨酸激酶無法接上維持其穩定性的伴護蛋白 Cdc37-Hsp90，進而導致激酶被泛素化並降解。 原則上，此藥物也能應用在非癌症的增生性疾病（Proliferative disease）及發炎反應上，不過目前還沒有類似的應用。

## 外部連結
- 醫學主題詞表（MeSH）：Protein+kinase+inhibitors
- IC50 values for common inhibitors
- KinaseCentral.com
- "Chemical structures and known kinase targets for clinically approved kinase inhibitors" Nature.com （页面存档备份，存于）